# Оха (аэропорт)
Оха — действующий гражданский аэропорт, расположенный в северной части Сахалинской области, в Охинском районе. Имеет неофициальное название Новостройка и может упоминаться в других материалах как Оха (Новостройка). Аэропорт расположен в 9 километрах от районного города Оха в юго-западном направлении. Аэропорт Оха находится на расстоянии 737 километра от областного центра города Южно-Сахалинск. Ближайшим аэропортом является аэропорт Ноглики, который находится на расстоянии 189 километров.

## История аэропорта
Первая посадка воздушного судна в городе Оха произошла в 1930 году легендарным летчиком М. Водопьяновым и бортмехаником Н. Аникиным во время совершения первого авиарейса по маршруту Хабаровск — Тамбовское — Мариинск — Николаевск-на-Амуре — Оха — Александровск-Сахалинский во времена первого освоения острова авиацией. В современное время имя М. Водопьянова присвоено 4 советским и российским самолетам: пассажирскому дальнемагистральному самолету Ил-96, пассажирскому среднемагистральному самолету Sukhoi Superjet 100, транспортному дальнемагимтральному самолету Ил-76 и стратегическому бомбардировщику Ту-160. С конца 1930-х годов, в связи с началом освоения Северного Сахалина и развития нефтяных промыслов, в Охинском районе начинает формироваться инфраструктура авиационных подразделений гражданского и военного флотов СССР. В районе залива Уркт, который находится в восточной стороне от Охи, появились 2 аэродрома, которые получили название Каталины. Один аэродром находился на берегу залива и являлся сухопутным. В основном, аэродром предназначался для посадки-взлёта советских самолетов По-2, которые работали в интересах санитарной авиации. Второй аэродром был водным и принимал гидросамолеты: советские МБР-4 и итальянские Savoia-Marchetti S.55. До Второй Мировой Войны эти аэродромы в основном использовались для доставки грузов, почты, документации, высокопоставленных лиц различных ведомств. Недалеко от аэродрома Каталины в районе бухты Светлая находился аэродром НКВД СССР.
С началом Второй Мировой войны аэродромы на заливе Уркт использовались в военных целях. В 1942 году сухопутный аэродром Каталины был модернизирован и после модернизации мог принимать советские военные самолеты основных типов, состоящих на баллансе Тихоокеанского Флота СССР: И-16, И-153, ЛаГГ-3. Но, так как длина взлетно-посадочной полосы была менее 1100 метров, а ширина составляла менее 150 метров, то полоса не могла принимать ряд более тяжелых на то время воздушных судов. На период 1930-х — 1940-х годов стандартным аэродромом для взлета-посадки всех типов воздушных судов являлся аэродром длиной 1100метров и шириной 150 метров. В 1943 году гидроаэродром Каталины использовали гигантские летающие лодки МБР-6, перебрасывающие американские экипажи американских военных самолетов PV-1, B-24, B-25, подбитых над курильским островом Шумшу, с Камчатки в Среднюю Азию. В 1944 году сухопутный аэродром залива Уркт принимал пассажирские, грузовые и специальные советские самолеты Ли-2 и американские С-47 во время переброски американских экипажей американских самолетов 10-й Воздушной Армии США и авиации ВМС США. В 1945 году на сухопутном аэродроме Каталины разместился 928-й истребительный полк ВВС СССР на истребителях Як-9.
В 1947 году аэродром залива Уркт был включен в состав Южно-Сахалинского Объединенного Авиаотряда, который был сформирован в то время. В 1948 году на базе аэродрома Каталины был сформирован аэропорт. Для этого были построены 3 домика недалеко от аэродрома, в которых были расположены службы аэропорта. Из города Александровск-Сахалинский на постоянное боевое дежурство были переброшены 4 советских военных самолета По-2. Начались производиться пассажирские авиаперевозки из Хабаровска в Оху на советских самолетах Ли-2 и Ил-12.
В начале 1950-х годов с связи с появлением на авиалиниях советских пассажирских самолетов Ли-2, на которых осуществлялись пассажирские в Каталины, было принято решение о переносе аэродрома с залива Уркт в другое место. Было принято решение о переносе аэропорта в южную часть Охи. После этого, аэродром Уркт, в начале 1950-х годов был расформирован и отдан под частное строительство жилых помещений и дач. На новом месте сначала был создан аэродром. Была создана взлетно-посадочная полоса длиной 1100 метров и шириной 150 метров на грунтовой подсыпке высотой до 3,5 метров. Полоса располагалась по линии восток-северо-восток и запад-юго-запад. Такое расположение стало позволять самолетам заходить на посадку со стороны моря и со стороны суши. С южной стороны к взлетно-посадочной полосы примыкала позиция мелкокалиберной артиллерии и зенитных установок. С северной части полосы находились капониры для истребительной авиации. После строительства взлетно-посадочной полосы был сформирован аэропорт. В современное время в народе этот аэропорт называется Старый Аэропорт. Основная часть сооружений были сделаны из шлакоблока, но имелись деревянные сооружения. Контрольно-Диспетчерский Пункт был деревянным. После создания аэропорта начались производиться пассажирские авиаперевозки из Охи в Южно-Сахалинск на советских пассажирских самолетах Ли-2, но пассажирские авиаперевозки были не регулярными. Во второй половине 1950-х годов начались регулярные пассажирские авиаперевозки из Охи в Южно-Сахалинск, которые выполнялись на советских пассажирских самолетах Ил-14. В это же время прорабатывался вопрос о модернизации аэропорта с целью возможности приемки советских пассажирских самолетов Ан-10, пассажировместимостью до 112 пассажиров. Аэропорт использовался в военных и в гражданских целях.
В 1963 году в Старом аэропорту были сформирована вертолетная эскадрилья, состоящая из 4 советских вертолетов Ми-4 и 2 советских вертолетов Ми-1, которые до 1971 года работали в интересах геологов, нефтяников, рыбаков, санитарной-авиации и прочих целях.
В 1971 году аэропорт получил в эксплуатацию советский вертолет Ми-8 с турбовинтовыми двигателями и с этого момента Старый аэропорт начал осуществлять переход на эксплуатацию турбовинтовой авиационной техники. В связи с поступлением новой техники, эксплуатация аэропорта стала небезопасной и поэтому в 1971 году было принято решение о переносе аэропорта на другое место. В 1971 году аэропорт был переведён на новое, нынешнее место и получил неофициальное название Новостройка. В 1971 была реконструирована мелаллическая взлетно-посадочная полоса и после её реконструкции аэропорт начал принимать советские ближнемагистральные пассажирские и транспортные самолеты Ан-24 и Ан-26. В 1970-е годы на Севере Сахалина шло освоение и строительство нефтяных месторождений. Для выполнения этих задач понадобилось современное на те времена оборудование, которое являлось крупногабаритным. Для решения этой задачи в 1972 году была построена грунтовая полоса, которая смогла принимать транспортные самолеты Ан-12, которыми доставлялись крупногабаритное оборудование, предназначенное для освоения нефтяных месторождений. На период 1973 года эксплуатация грунтовой и металлической полос оказалась неэффективной потому, что они начали не соответствовать требованиям и обеспечению безопасности полетов и поэтому в 1973 году было принято решение о строительстве новой полосы. В 1974 началось строительство бетонной взлетно-посадочной полосы, длиной 1300 метров и шириной 42 метра, которая способна принять нагрузку до 60 тонн. В это же время было принято решение о прекращении эксплуатации аэропорта в военных целях так как в этом уже не было необходимости и с этого момента аэропорт Новостройка стал полностью гражданским. В 1978 году был введён в эксплуатацию цех Авиационно-Технической Службы, в состав которого входило 3 цеха для технического обслуживания и ремонта советских вертолетов типа Ми-8. При ангаре было оборудовано 13 стоянок для вертолетов Ми-8 и 6 стоянок на перроне для самолетов типа Ан-24, Ан-26.
На период середины 1980-х годов пассажиропоток в аэропорту составлял до 160 000 в год, а объём перевозимых грузов составлял до 16 000 тонн ежегодно. Основными направлениями были Оха — Южно-Сахалинск и Оха — Хабаровск. На период конца 1980-х годов аэропорт Новостройка располагал собственный воздушным флотом в объёме: 1 вертолет Ка-32 и 13 вертолетов Ми-8. Число персонала составляло 611 человек, из них 130 человек — это летный состав.
Начало 1990-х годов отрицательно сказалось на предприятии. Аэропорт был разделён на 3 предприятия: аэропорт Оха, отделение УВДиРТО и авиакомпанию Икар. Между службами были разорваны связи, приходилось делить имущество, резко сократились объёмы авиационных работ. В 1995 году на севере Сахалинской области произошло разрушительное землетрясение в поселке Нефтегорск (поселок), Охинского района. Для ликвидации последствий землетрясения через аэропорт сплошным потоком шла гуманитарная помощь и техника. Предприятие, оборудованное 6 стоянками для самолетов типа Ан-24 и Ан-26, обслуживало в сутки до 100 рейсов. Это было серьезным испытанием потому, что аэропорт Новостройка не был предназначен для выполнения таких работ. Все службы и весь персонал аэропорта работали круглые сутки, обеспечивая посадку, обслуживание и выпуск воздушных судов днем и ночью. После этого, ряд персонала аэропорта и летного состава авиакомпаний Икар, Сахалинские авиатрассы были награждены наградами Правительства Российской Федерации.
В 2000 году было введено в эксплуатацию новое (современное) здание аэропорта, построенное на финансирование российской нефтяной компании Роснефть — Сахалинморнефтегаз при поддержки Правительства Охинского района. В 2006 году было создано ОАО «Сахалинский Аэропорт Оха», которое образовалось в результате приватизации государственного предприятия.
До 2011 года аэропорт Оха являлся независимым субъектом при нахождении в федеральной собственности. В 2011 году в Сахалинской области было создано казенное предприятие Аэропорты Сахалина, которое объединило всю инфраструктуру аэропортов области в единую систему. В состав этого предприятия вошел аэропорт Оха. Благодаря этому, аэропорт перешел из федеральной собственности в областную собственность. В 2015 году губернатор Сахалинской области Олег Кожемяко поручил выделить на реконструкцию аэропорта Оха 3 миллиарда рублей.
В аэропорту Оха планируется строительство новой взлетно-посадочной полосы длиной 1600 метров. Заявки на строительства полосы принимались до 31 декабря 2015 года. Причиной строительства новой взлетно-посадочной полосы является изношенность действующего полотна. Современная взлетно-посадочная полоса была построена в 1974 году и была рассчитана на эксплуатацию до 1994 года, но фактически она действует 41 год и имеет крайнюю стадию износа. На данный момент взлетно-посадочная полоса способна принимать воздушные суда Ан-140, Bombardier DHC-8 пассажировместимостью до 54 пассажиров.

## Описание
Аэропорт Оха собственные коды: ИАТА — ОНН; ИКАО — UHSH; внутренний — ОХА. Он находится на высоте +35 метра над уровнем моря. Аэродром аэропорта относится к 4 классу гражданской авиации и имеет класс «Г», что означает то, что является горным. Он имеет 1 взлетно-посадочную полосу длиной 1300 метров и шириной 42 метра. На территории аэропорта имеется несколько бетонных рулежных дорожек, перрон для стоянки 6 воздушных судов типа Ми-8, Ан-24 и более легких воздушных судов. Имеются 2 грунтовые стоянки для воздушных судов типа Ан-2. Взлетно-посадочная полоса оснащена световой системой ОМИ М-2 Аэропорт способен принимать и выпускать воздушные суда в любое время суток. Он является запасным аэропортом для воздушных судов класса «А» и «В» круглосуточно, по согласованию. Часто в зимний период аэропорт Оха из-за сильных циклонов и снежных буранов закрывается на несколько дней.
В аэропорту Оха базируется 1 вертолет Ми-8 авиакомпании Aviashelf, обслуживающий газовые и нефтяные месторождения и нефтяные буровые платформы.
В аэропорту Оха имеются следующие виды служб:
1. АС — аэродромная служба;
2. САБ — служба авиационной безопасности;
3. СГСМ — служба горюче-смазочных материалов;
4. СОПиПГП — служба организации перевозок и почтово-грузовых перевозок;
5. ССТиАМ — служба спецтранспорта и аэродромных механизмов;
6. ТТиСТО — служба тепло-технического и санитарно-технического обеспечения;
7. ЭСТОП — служба электро-светотехнического обеспечения полетов.
8. СПАСОП — служба поискового и аварийно-спасательного обеспечения полетов.
Число персонала аэропорта составляет 94 человека.
Здание аэропорта имеет зал ожидания,1 буфет, 1 стойку регистрации и 1 пассажирский терминал.
Инфраструктура аэропорта слаборазвита. Причиной слабого развития инфраструктуры аэропорта является низкий пассажиропоток и низкое количество рейсов. На территории аэропорта отсутствуют денежные терминалы и банкоматы. Отсутствует доступ к беспроводному интернету Wi-Fi. На территории аэропорта имеется только 1 буфет. На территории аэропорта имеется 4 независимых предприятия. Территория аэропорта огорожена высоким забором длиной 8 километров.
В городе Оха имеется представительство авиакомпании Аврора, которое расположено по адресу: г. Оха, ул. Советская, 24.
Недалеко от аэропорта имеется гостиница «Сахалин-Сфера». Она расположена на расстоянии около 8-9 километров от аэропорта. Стоимость проживания стоит от 1650 рублей в сутки. От аэропорта до гостиницы можно добраться на общественном транспорте или на такси.

## Администрирование
Управляющим предприятием аэропорта является ОАО «Сахалинский Аэропорт Оха» («Sakhalin Aeroport Okha») которое оказывает полный комплекс аэропортовых и наземных услуг по обслуживанию воздушных судов. Генеральным директором предприятия является Тарасюк Петр Феофанович. ОАО «Сахалинский Аэропорт Оха» находится в федеральной собственности. Предприятие имеет собственный адрес электронной почты — e-mail: airport_okha@mail.ru и собственный сайт — http://airportokha.ru Архивная копия от 22 марта 2022 на Wayback Machine
Предприятие имеет положительное финансовое положение и является платежеспособным. Оно имеет 9 лицензий. На данный момент ОАО «Сахалинский Аэропорт Оха» принадлежит казенному предприятию Аэропорты Сахалина и как самостоятельный субъект, предприятие не существует с 2011 года. Причиной этого явилось то, что в 2011 году 100 % акций ОАО,"Сахалинский Аэропорт Оха" перешли в собственность казенного предприятия Аэропорты Сахалина и само предприятие перешло в областную собственность.

## Маршрутная сеть

### Принимаемые воздушные суда
Ан-2, Ан-28, Ан-38, Let L-410, Ан-24, Ан-26, Ан-72, Ан-74, Ан-140, Як-40, Bombardier DHC-8, Falcon-900, Ан-30 и вертолеты всех типов
Годовой пассажиропоток через аэропорт составляет около 44 000 человек. Из аэропорта Оха выполняются внутренние и международные регулярные и чартерные пассажирские рейсы на воздушных судах Ан-140, Bombardier DHC-8. Также выполняются прочие авиационные работы на воздушных судах Ми-2, Ми-8, Ан-26, Ан-72.

## Авиаинциденты и авиапроисшествия
11 июля 1972 года произошла авиакатастрофа самолета Ан-2 близ аэропорта Оха, принадлежащего 147 лётному отряду Южно-Сахалинского Объединенного Авиаотряда. Самолет выполнял специальный рейс по маршруту Оха — Циммермановка по перевозке гвоздей в количестве 20 ящиков и массой 1000 килограмм. В 12.30 по местному времени самолет произвел вылет из аэропорта Оха. На высоте 35 — 40 метров самолет непреднамеренно вошел в туман. Экипаж произвел попытку выйти из тумана левым разворотом на 180 градусов. При проведении разворота на 180 градусов, экипаж потерял скорость и вышел из тумана со снижением. При попытке развернуть самолет в сторону аэродрома экипаж произвел левый крен. А таком положении самолет накренился вперед и на скорости 100 км/час самолет столкнулся с землей в районе Первой Бухты, развалился и сгорел. Экипаж погиб. Причины катастрофы: недостаточный опыт полетов командира самолета в условиях облачности; пренебрежения сложными метеоусловиями в районе аэропорта вылета; выпуск самолета в полет диспетчером полета без учёта сложных метеоусловий.
13 августа 1986 произошла авиакатастрофа вертолёта Ми-8, принадлежащего Охинскому Объединенному Авиаотряду на самоподъемной плавучей буровой установке «Сахалинская» в Охотском море, в 15 километрах от восточного побережья острова Сахалин. Вертолет выполнял транспортно-связной полет по заявке Дальневосточной Морской Нефтегазоразведочной Экспедиции по маршруту аэропорт Оха — СПБУ Сахалинская. Помимо экипажа вертолёта, на борту находились: авиатехник, бортмеханик и 7 пассажиров. Вертолет произвел вылет в аэропорту Оха и осуществлял полет до СПБУ Сахалинская на высоте 150 метров. При подлете на СПБУ вертолет осуществил пролёт над вертолетной площадкой платформы на скорости 175 км/час на высоте 150 метров и приступил к заходу на посадку. При посадке вертолет столкнулся передней стойкой с препятствием, потерял управляемость, опрокинулся в море и утонул. 2 пассажира получили ранения и были спасены. Остальные пассажиры, экипаж, авиатехник и бортмеханик погибли. 15 августа вертолет был поднят с глубины 27 метров. Причина катастрофы вертолёта Ми-8: ошибка расчёта при заходе на посадку экипажем и непринятие мер по уходу на второй круг.
28 января 1990 года произошла катастрофа самолета Ан-2, принадлежащего Южно-Сахалинскому Аэроклубу ДОСААФ в районе аэропорта Оха. После взлёта самолета с аэродрома Оха самолет начал увеличивать угол атаки. Второй пилот самолета, открыв дверь в пассажирскую кабину, увидел пассажиров, сидящих по вдоль бортов самолета. Он дал команду пассажирам перемещаться вперед. Данную команду пассажиры не успели выполнить. Через несколько секунд на высоте 50 метров самолет перешел в сваливание в левым креном, столкнулся с землей и разрушился. Возгорание двигателя было ликвидировано аварийно-спасательной службой аэропорта. 3 человека погибли: парашютист-инструктор и 2 парашютиста. Остальные получили легкие ранения и травмы. Причины: командир допустил взлет самолета в превышением веса 650 килограмм; отрыв самолета от взлетно-посадочной полосы происходил со скоростью 80 км/час, которая была меньше необходимой расчетной скорости. В результате этого самолет начал набирать высоту с перегрузом и скоростью более низкой, в отличие от расчетной скорости. Пострадавшие были оперативно доставлены ЦРБ города Оха.
16 февраля 2014 года произошел авиаинцидент с самолетом Ан-24 авиакомпании Якутия во время выполнения рейса 522 по маршруту Оха — Хабаровск. На 15-й минуте полета в левом двигателе самолета началось падение давления масла. Командир экипажа принял решение об остановке и выключении левого двигателя и возвращении в аэропорт вылета Оха на аварийную посадку на одном двигателе. В аэропорту вылета самолета все службы аэропорта были в повышенной готовности и ждали аварийную посадку Ан-24. Экипаж самолета справился с возникшей нештатной ситуацией и через 27 минут после вылета воздушного судна из аэропорта совершил аварийную посадку самолета. Пострадавших не было. Пассажиры этого самолета были отправлены в Хабаровск следующим рейсом. Оперативная комиссия сняла показатели приборов. Бортовые самописцы были отправлены на экспертизу. Возникший дефект в масляной системе Ан-24 был устранен специалистами авиакомпании Якутия.

## Показатели деятельности
| год             | 2014 | 2015 | 2016 | 2017 | 2019 | 2020 | 2021 |
| тыс. пассажиров | 43,6 | 41,2 | 50,6 | 44,3 | 42,3 | 23,4 | 33,5 |
| Источники:      |      |      |      |      |      |      |      |